# Livre de poche
Pour la collection littéraire diffusée par Hachette, voir Le Livre de poche.
Un livre de poche est un format d'impression de livre qui possède trois principales caractéristiques : une dimension réduite, un prix modéré et un tirage relativement important. 
Avant tout destiné à un public élargi, le livre de poche est de qualité relativement plus faible qu'un ouvrage original, tant au niveau de l'impression que du façonnage, exécuté en cahiers collés plutôt que cousus. Les nombreuses collections de ce type permettent la réimpression à prix modique d'ouvrages ayant déjà connu un succès suffisant sous leur format d'origine. 
Parmi les premiers livres au format poche se trouvaient parfois des récits de nature érotique ou sentimentale, format qui permettait de dissimuler le livre à l'abri des regards – on pourrait parler ici d’un format de discrétion.

## Histoire d'un format

### Pratiques et modes de lecture
Le livre au format poche est une invention qui va remettre en question le rapport que les lecteurs entretiennent quant à leurs pratiques ou modes de consommation de cet objet qu'est le livre. Son mode de fabrication change : la reliure et la couverture sont souples, le papier utilisé est plus fin, les pages ne sont pas préalablement regroupées en cahiers cousus entre eux, mais massicotées sur les quatre côtés dont l'un est directement collé sur la couverture. Ses caractéristiques physiques participent à la transformation du fonctionnement du monde de l'édition au XXe siècle. Ce format change également les rapports entretenus avec le commerce traditionnel de la librairie : les lecteurs trouvent ce type de format dans d'autres points de vente (gares, centres commerciaux, stations services, etc.).
Le livre de format poche, peu onéreux, de plus en plus facile à fabriquer à de grands tirages, est caractéristique de l'émergence d'un marché de masse sur le plan de la lecture, élan qui prend sa source au XIXe grâce à l'industrialisation et la possibilité de réduire le coût unitaire de production. Cette production  s'inscrit dans l'évolution de la société de consommation. Format très décrié à ses débuts, certains virent en cette évolution une dénaturation de la valeur du livre.

### Le livre de poche avant le «poche»[1]

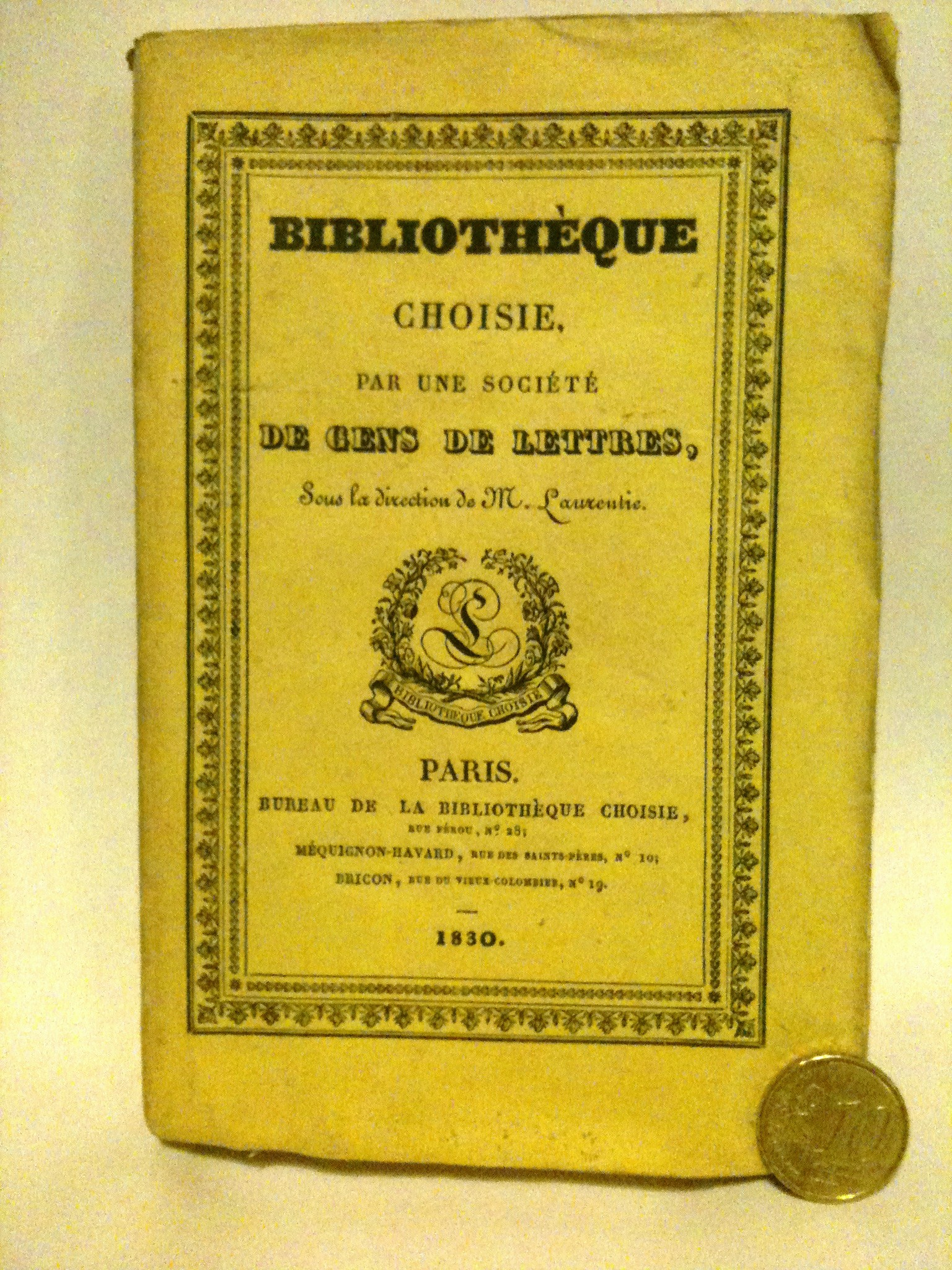
Le Bureau de la bibliothèque choisie dirigée à Paris par Pierre-Sébastien Laurentie proposa en 1829-1830 par souscription deux petits ouvrages par mois à 2 francs l'exemplaire. Il renouvela l'expérience en 1853 mais trop tard : via Louis Hachette, la Bibliothèque des chemins de fer l'emporta.

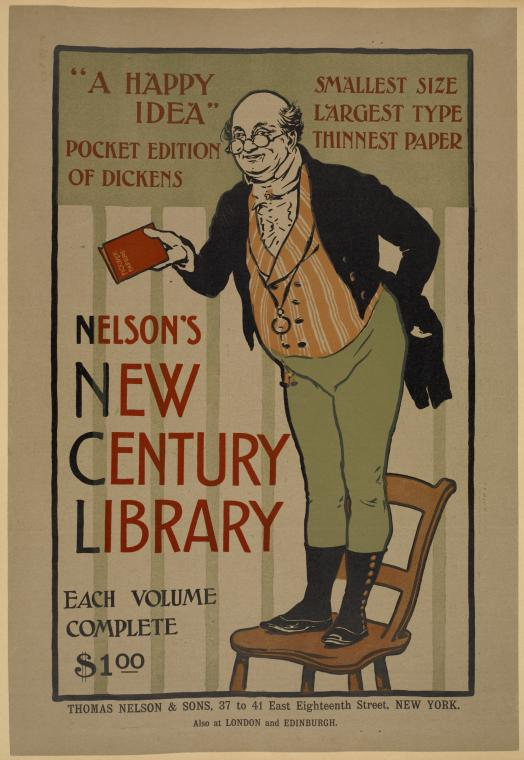
Publicité pour la collection New Century Book publiée par Thomas Nelson and Sons à New York : un petit format, relié cuir souple, mais vendu 1 dollar, une forte somme en 1899.

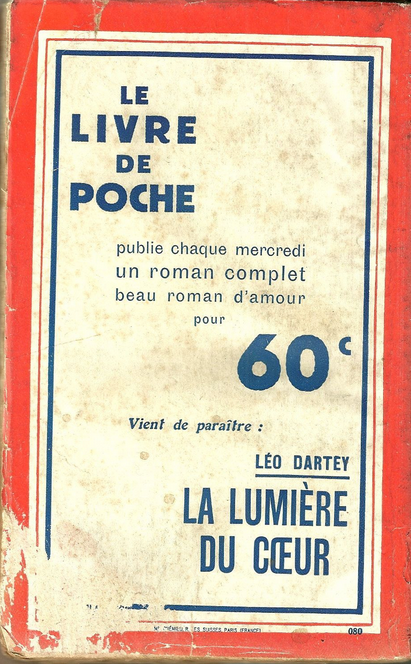
Publicité pour la collection Le Livre de Poche au dos d'un ouvrage publié par Tallandier en 1934.

L'idée du livre peu encombrant et bon marché remonte au XVIIe siècle. Au XVIIe et XVIIIe siècles, les livres de colportage (tels ceux de la Bibliothèque bleue en France, le chapbook anglais, le Volksbuch allemand, etc.) sont des ouvrages de littérature populaire qui, par leur format et dans une certaine mesure leur conception, rappellent le livre de poche actuel : prenant la forme de feuille pliée 2, 4 ou 8 fois, ces publications non reliées sont grossièrement imprimées et rarement cousues, elles sont à rapprocher en définitive du fascicule.
En France, par exemple, on trouve l'expression « petit livre de poche » en 1727 sous la plume de Demoz de La Salle qui suggère de faire fabriquer de petits recueils de chants liturgiques et de les destiner aux fidèles de l'Église afin de populariser cette pratique.
Dans les années 1830, certains éditeurs de Bruxelles, pour des raisons politiques et de censure, publient de petits livres (format in-8 et in-16). Ces opuscules inspirent Gervais Charpentier, libraire-éditeur français « père du livre de poche » (avec l'imprimeur Eugène Roulhac sur ses instructions) qui lance en 1838 sa collection de la « Bibliothèque Charpentier » au format 11,5 × 18,3 cm à moitié prix (3,50 francs) et publie en trois ans tous les classiques de l'époque (Balzac, Hugo, Musset, etc.) avec succès. Peu avant la révolution de 1848, les frères Barba installés à Paris, lancent de petits livres à 20 centimes ou « roman à 4 sous ». En 1853, Louis Hachette avec sa « Bibliothèque des chemins de fer » est le premier à investir les points de vente que sont les gares ferroviaires. En Angleterre, la maison George Routledge & Co lance la même année une collection appelée « Railway Library ». En 1856, la maison d'édition Michel Lévy frères lance la « collection Michel Lévy » à un franc et en petit format.
En 1867, la maison allemande Reclam-Verlag lance l'Universal-Bibliothek (environ 40 centimes le volume) en profitant aussi des gares. Un autre éditeur allemand, de Leipzig, Tauchnitz, lance dès 1841 une collection de rééditions d'auteurs, traduits en anglais et du monde entier, imprimées en format poche, vendues 2 francs pièce, ce qui reste cher.
Dans les années 1870-1880, des éditeurs comme Jules Rouff se lancent dans le fascicule à diffusion périodique : de petit format, prenant la forme de cahiers agrafés, ils déclinent les œuvres d'écrivains célèbres comme Victor Hugo et se vendent 20 centimes l'unité.
Dans les premières années du XXe siècle, les collections britanniques Everyman's Library et Nelson publient des ouvrages de petit format, cartonnés, toilés et recouverts d'une jaquette illustrée vendu 1 shilling. En 1905, Fayard lance le « Livre populaire », romans populaires à 65 centimes de petit format. En 1915, les éditions Jules Tallandier commercialisent une collection appelée « Le Livre de poche », des romans populaires vendus 30 centimes de 64 à 128 pages agrafées ; cette formule se poursuivra jusqu'en 1941 ; Hachette devra racheter cette marque en 1953 aux éditions Pierre Trémois, ainsi que la marque « Le Livre Plastic », collection créée en 1948 par Marabout). À partir de 1919, les Éditions du Sagittaire (éd. Simon Kra) lancent la « Collection européenne » (1919-1951, formellement « Collection de la Revue européenne ») au format poche 13 × 18 cm.

### Essor dans les années 1930
Le livre de poche, en tant que genre et tel que nous le connaissons maintenant, c'est-à-dire à un prix relativement bas, ne prend réellement son essor que dans les années 1930, du fait surtout de la Grande Dépression.
Une première expérience européenne, éphémère, est tentée par l'éditeur Kurt Enoch (en), en 1931-1932, en Allemagne à Hambourg, puis au Royaume-Uni (à Londres), sous le nom d'Albatross Books. La montée en puissance des nazis puis leur arrivée au pouvoir contraint Kurt Enoch de fermer sa maison d'édition et à s'exiler aux États-Unis.
En 1936, au Royaume-Uni, est fondée la maison d'édition Penguin Books, à l'initiative d'Allen Lane qui, dès l'année précédente, avait tenté avec succès des rééditions bon marché chez The Bodley Head, maison d'édition fondée par son oncle John Lane.
L'éditeur américain Simon & Schuster (après diverses tentatives dont celle, dès 1917, de l'éditeur Boni & Liveright) lance en 1939 la marque Pocket Books (en).

### En France
En France, entre 1833 et 1882, l'apparition d'une culture de masse suppose une alphabétisation plus généralisée. Ceci est une condition essentielle à l'apparition du livre de poche à grand tirage. L'émergence de dépenses en loisir et l'existence d'un système éditorial capable d'anticiper la demande du public et de faire naître un besoin de divertissement. L'homogénéisation des comportements de masse se révèle déterminante pour l'histoire du livre de poche. Plusieurs dates caractérisent son histoire.
Albert Pigasse, initialement conseiller littéraire chez Grasset, fonde en 1925 sa propre maison d'édition, la Librairie des Champs-Élysées et, au sein de celle-ci, lance en 1927 la collection « Le Masque », spécialisée dans le roman policier commercialisé dans un format réduit et bon marché. Le premier ouvrage de cette collection est Le Meurtre de Roger Ackroyd, d'Agatha Christie, paru deux ans plus tôt au Royaume-Uni. La spécialisation de la collection « Le Masque » et surtout son mode de fabrication, chaque ouvrage prenant au début la forme d'un livre relié et cartonné (et non souple), empêche cependant d'y voir le précurseur du genre en France. En 1938, Calmann-Lévy lance la collection Pourpre pour concurrencer la collection Nelson, les ouvrages sont là aussi publiés sous couverture cartonnée.
Les Presses universitaires de France lancent, en 1941, la collection « Que sais-je ? », destinée à rassembler, sous un format réduit (17,5 sur 11,5 cm) et bon marché, une synthèse des connaissances essentielles sur un sujet donné. Chaque ouvrage se présente sous couverture souple. Cette collection à vocation encyclopédique existe encore de nos jours.
En 1949, Marabout, maison créée en Belgique (Verviers, Bruxelles), d'abord avec sa marque « Livre Plastic », réédite de grands succès et des classiques à petit prix, puis décline des collections à partir de 1962 sous la forme de petits livres carrés consacrés à des sujets pratiques (bricolage, maison, cuisine, santé, etc.). Le succès des Guides Marabout entraînera son entrée dans les Éditions Hachette
Les Éditions du Seuil, en 1951, lancent la collection « Microcosme » en format poche et souple.
En février 1953, la Librairie générale française dirigée par Daniel Filipacchi, lance la collection « Le Livre de poche », marque qui s'inscrit durablement en France, en s'ouvrant à la littérature générale et en agrégeant au départ les fonds de dizaines de maisons d'édition. D'autres éditeurs vont suivre le mouvement en lançant leurs propres collections par exemple en 1958, J'ai lu (Flammarion), puis 10/18 (Plon) en 1962, etc.
L’introduction puis la popularisation du format de poche en France rencontra à ses débuts quelques oppositions, du fait d’une crainte de la banalisation et de la vulgarisation de la littérature, attitude répandue jusque dans les années 1960. Si certains auteurs, tels que Giono, Pagnol ou Prévert,  sont enthousiasmés par ce qu'ils voient comme une démocratisation de la culture, d'autres, comme Henri Michaux ou Julien Gracq, refusent l'édition au format poche. L'éditeur Jérôme Lindon, qui dirige les Éditions de Minuit, est lui aussi opposé au format poche, qu'il refusera d'éditer avant les années 1980.
Depuis les années 1990, le livre en format poche, on parle alors de « pocketisation », est publié en moyenne un an et demi après la date de publication de l'édition originale ou première édition en grand format. Cette formule offre une seconde vie au livre, en le proposant à un prix de l’ordre du tiers de la parution initiale.
En 2013, le livre au format poche représente un tiers du marché du livre français, et 25 % des livres achetés en librairie le sont dans ce format, contre 20 % en 2003.

### Aux États-Unis
Dès le XIXe siècle, les États-Unis connaissent une succession d’initiatives qui investissent le format poche, mais ces tentatives ne s’inscrivent pas dans la durée. L'histoire du livre de poche aux États-Unis tels qu'elle apparait aujourd'hui : les conditions de son développement, son impact économique, ses modes d'articulation avec l'édition traditionnelle se rapportent à la société américaine de 1930-1950. C'est en 1939 que commence l'ère du "paperback" (livre de poche) aux États-Unis. La collection "Pocket Book" lancée par Robert de Graaf et la firme "Simon & Schuster" connaît un succès immédiat. Les "Pocket Book" se vendent 25 cents principalement dans les kiosques à journaux et connaissent des ventes records. Ces petits livres brochés avec leurs couvertures en plastiques stratifiés prirent d'assaut New York, puis le reste du pays. Pour aider à la vente, ils portent tous la mention "complete and Unabridged" (œuvres complètes). Dans les années qui ont suivi, de nombreuses entreprises sont devenues des joueurs dans le domaine de l'édition de poche, notamment Ace, Dell, Bantam, Avon et des dizaines d'autres éditeurs.
Durant la guerre, de nombreux soldats lisaient des livres de poche. De 1943 à 1946, le programme "Armed Services Editions", né d’une coopération entre l’armée et le monde de l’édition, adapte le livre de poche aux uniformes des soldats, qui peuvent l’emmener avec eux facilement.
Au sortir de la guerre, une culture de masse se fait sentir dans l'édition du livre de poche. Les maisons d’édition intègrent des publicités dans leurs ouvrages, augmentent les prix, lancent des revues au format poche et accordent une large place dans leurs sélections aux genres populaires. Les couvertures deviennent de plus en plus sensationnalistes, avec des slogans accrocheurs et des illustrations suggestives. En 1950, 200 millions d’exemplaires en format poche sont écoulés aux États-Unis. Dans les années 1980, l'édition de poche représente le tiers des volumes produits dans le milieu de l'édition aux États-Unis. À cette époque, le livre de poche se retrouve dans environ 100 000 points de vente, dans les librairies et les supermarchés, les kiosques à journaux et les magasins de variétés.

## Collections célèbres
La plupart des maisons d'édition françaises ont développé leurs propres collections de poche : 
| Création | Collection                | Maison d'édition originale       | Premier ouvrage paru                                         |
| -------- | ------------------------- | -------------------------------- | ------------------------------------------------------------ |
| 1941     | Que sais-je ?             | Presses universitaires de France | Maurice Caullery, Les étapes de la biologie                  |
| 1958     | J'ai lu                   | Flammarion                       | Giovanni Guareschi, Le petit monde de Don Camillo            |
| 1960     | Petite Bibliothèque Payot | Payot                            | Albert Schweitzer, Les grands penseurs de l'Inde             |
| 1962     | Idées (NRF)               | Gallimard                        | Albert Camus, Le Mythe de Sisyphe                            |
| 1962     | Pocket                    | Presses de la Cité               |                                                              |
| 1964     | GF (Garnier-Flammarion)   | Flammarion                       |                                                              |
| 1970     | Points                    | Éditions du Seuil                | Maurice Nadeau, Histoire du surréalisme                      |
| 1972     | Folio                     | Gallimard                        | André Malraux, La Condition humaine                          |
| 1977     | Pluriel                   | Hachette (aujourd'hui Fayard)    | Andreï Amalrik, L'union soviétique survivra-t-elle en 1984 ? |
| 1977     | Champs                    | Flammarion                       | Vladimir Jankélévitch, La Mort                               |
| 1989     | Babel                     | Actes Sud                        | Jacques Audiberti, La Fin du monde                           |
| 1992     | La Petite Vermillon       | Éditions de la Table ronde       | Adrien Baillet, Vie de Monsieur Descartes                    |
| 2002     | Tempus                    | Éditions Perrin                  | Duby et Perrot, Histoire des femmes en Occident              |

## Les Salons
Depuis quelques années, des salons du livre se sont spécialisés sur le format poche :
- 2005 : Lire en Poche
- 2009 : Saint-Maur en poche.